# 1 500 mètres masculin aux Jeux olympiques d'été de 1928 (athlétisme)
Pour un article plus général, voir Athlétisme aux Jeux olympiques d'été de 1928.
Navigation
Paris 1924 Los Angeles 1932
L'épreuve du 1 500 mètres masculin aux Jeux olympiques de 1928 s'est déroulée les 1er et 2 août 1928 au Stade olympique d'Amsterdam, aux Pays-Bas. Elle est remportée par le Finlandais Harry Larva.

## Résultats

### Demi-finales
Les 2 premiers de chaque série se qualifient pour la finale.

#### Demi-finale 1
| Rang | Athlète             | Nation          | Temps   | Notes |
| ---- | ------------------- | --------------- | ------- | ----- |
| 1    | Hans Wichmann (en)  | Allemagne       | 4:03.0  | Q     |
| 2    | Adolf Kittel (en)   | Tchécoslovaquie | Inconnu | Q     |
| 3    | József Marton (en)  | Hongrie         | Inconnu |       |
| 4    | Luigi Beccali       | Italie          | Inconnu |       |
| 5    | Guus Zeegers (en)   | Pays-Bas        | Inconnu |       |
| 6    | George Hyde (en)    | Australie       | Inconnu |       |
| 7    | Józef Jaworski (en) | Pologne         | 4:14.0  |       |
| 8    | Séra Martin         | France          | Inconnu |       |
| —    | Gerry Coughlan      | Irlande         | DNS     |       |
| —    | Joquin Miquel       | Espagne         | DNS     |       |

#### Demi-finale 2
| Rang | Athlète               | Nation     | Temps   | Notes |
| ---- | --------------------- | ---------- | ------- | ----- |
| 1    | Herbert Böcher (en)   | Allemagne  | 3:59.6  | Q     |
| 2    | William Whyte (en)    | Australie  | 3:59.9  | Q     |
| 3    | Armas Kinnunen (en)   | Finlande   | 4:01.5  |       |
| 4    | Albert Larsen (en)    | Danemark   | 4:01.5  |       |
| 5    | Reidar Jørgensen (en) | Norvège    | 4:01.6  |       |
| 6    | Jack Walter (en)      | Canada     | Inconnu |       |
| —    | Frédéric du Hen (en)  | Pays-Bas   | DNF     |       |
| —    | Gyula Belloni (en)    | Hongrie    | DNF     |       |
| —    | Lloyd Hahn (en)       | États-Unis | DNF     |       |
| —    | Andreas Paouris       | Grèce      | DNS     |       |

#### Demi-finale 3
| Rang | Athlète                  | Nation          | Temps   | Notes |
| ---- | ------------------------ | --------------- | ------- | ----- |
| 1    | Eino Purje               | Finlande        | 4:00.8  | Q     |
| 2    | Jules Ladoumègue         | France          | Inconnu | Q     |
| 3    | Stan Ashby (en)          | Grande-Bretagne | Inconnu |       |
| 4    | Vilém Šindler (en)       | Tchécoslovaquie | Inconnu |       |
| 5    | Serafín Dengra (en)      | Argentine       | Inconnu |       |
| 6    | Luka Predanić (en)       | Yougoslavie     | 4:27.0  |       |
| 7    | Pete Walter (en)         | Canada          | Inconnu |       |
| 8    | Jan Zeegers (en)         | Pays-Bas        | Inconnu |       |
| —    | Grigorios Georgakopoulos | Grèce           | DNS     |       |
| —    | Gábor Gyulay             | Hongrie         | DNS     |       |

#### Demi-finale 4
| Rang | Athlète            | Nation          | Temps   | Notes |
| ---- | ------------------ | --------------- | ------- | ----- |
| 1    | Paul Martin        | Suisse          | 4:00.8  | Q     |
| 2    | Harri Larva        | Finlande        | 4:02.0  | Q     |
| 3    | Reg Thomas (en)    | Grande-Bretagne | Inconnu |       |
| 4    | David Griffin (en) | Canada          | Inconnu |       |
| 5    | Leopoldo Ledesma   | Argentine       | Inconnu |       |
| —    | Sid Robinson (en)  | États-Unis      | DNF     |       |
| —    | Antonios Mangos    | Grèce           | DNS     |       |
| —    | Georges Baraton    | France          | DNS     |       |
| —    | Ömer Besim Koşalay | Turquie         | DNS     |       |
| —    | Robert Masino      | Monaco          | DNS     |       |

#### Demi-finale 5
| Rang | Athlète                 | Nation          | Temps   | Notes |
| ---- | ----------------------- | --------------- | ------- | ----- |
| 1    | Ray Conger (en)         | États-Unis      | 4:02.6  | Q     |
| 2    | Jean Keller             | France          | 4:02.7  | Q     |
| 3    | Edvin Wide              | Suède           | Inconnu |       |
| 4    | Otto Peltzer            | Allemagne       | Inconnu |       |
| 5    | Alex Docherty (en)      | Canada          | Inconnu |       |
| 6    | Reggie Bell (en)        | Grande-Bretagne | Inconnu |       |
| —    | Vasilios Stavrinos (en) | Grèce           | DNS     |       |
| —    | Ciro Chapa              | Mexique         | DNS     |       |
| —    | Philippe Coenjaerts     | Belgique        | DNS     |       |
| —    | Juichi Nagatani         | Japon           | DNS     |       |

#### Demi-finale 6
| Rang | Athlète                  | Nation          | Temps   | Notes |
| ---- | ------------------------ | --------------- | ------- | ----- |
| 1    | Cyril Ellis (en)         | Grande-Bretagne | 4:01.8  | Q     |
| 2    | Hans-Helmuth Krause (en) | Allemagne       | Inconnu | Q     |
| 3    | Nick Carter (en)         | États-Unis      | Inconnu |       |
| 4    | Leo Helgas (en)          | Finlande        | 4:06.0  |       |
| 5    | Danie Jacobs (en)        | Afrique du Sud  | Inconnu |       |
| 6    | Czesław Foryś (en)       | Pologne         | 4:11.5  |       |
| 7    | Wilhelm Effern (en)      | Pays-Bas        | Inconnu |       |
| —    | Jesús Oyarbide           | Espagne         | DNS     |       |
| —    | Gurbachan Singh (en)     | Inde            | DNS     |       |

### Finale
| Rang               | Athlète                  | Pays            | Temps        | Notes |
| ------------------ | ------------------------ | --------------- | ------------ | ----- |
| Médaille d'or      | Harry Larva              | Finlande        | 3 min 53 s 2 | OR    |
| Médaille d'argent  | Jules Ladoumègue         | France          | 3 min 53 s 8 |       |
| Médaille de bronze | Eino Purje               | Finlande        | 3 min 56 s 4 |       |
| 4                  | Hans Wichmann (en)       | Allemagne       | 3 min 56 s 8 |       |
| 5                  | Cyril Ellis (en)         | Grande-Bretagne | 3 min 57 s 6 |       |
| 6                  | Paul Martin              | Suisse          | 3 min 58 s 4 |       |
| 7                  | Hans-Helmuth Krause (en) | Allemagne       | 3 min 59 s 0 |       |
| 8                  | Adolf Kittel (en)        | Tchécoslovaquie | 4 min 00 s 4 |       |
| 9                  | William Whyte (en)       | Australie       | 4 min 00 s 4 |       |
| 10                 | Ray Conger (en)          | États-Unis      | Inconnu      |       |
| 11                 | Jean Keller              | France          | Inconnu      |       |
| —                  | Herbert Böcher (en)      | Allemagne       | DNF          |       |